# Detlev-Rohwedder-Preis
Der Detlev-Rohwedder-Preis für besondere Leistungen in der Deregulierung in der Sozialen Marktwirtschaft wurde vom Wirtschaftspolitischen Club Deutschland e.V. von 1999 bis 2006 verliehen.
Namensgeber des Preises war posthum Detlev Rohwedder. Dessen ehemalige Ehefrau, Hergard Rohwedder, war die Initiatorin des Preises.

## Bisherige Preisträger
- 1999: Lothar Späth, Ministerpräsident a. D.
- 2000: Karel Van Miert, ehem. EU-Wettbewerbskommissar und Staatsminister des Königreiches Belgien
- 2003: Vicente Fox, Präsident der Vereinigten Mexikanischen Staaten
- 2006: Bert Rürup, Vorsitzender des Sachverständigenrates